# Аркола (Італія)
Аркола (італ. Arcola, ліг. Arcòa) — муніципалітет в Італії, у регіоні Лігурія, провінція Спеція.
Аркола розташована на відстані близько 330 км на північний захід від Рима, 85 км на південний схід від Генуї, 8 км на схід від Спеції.
Населення — 10 634 особи (2014).

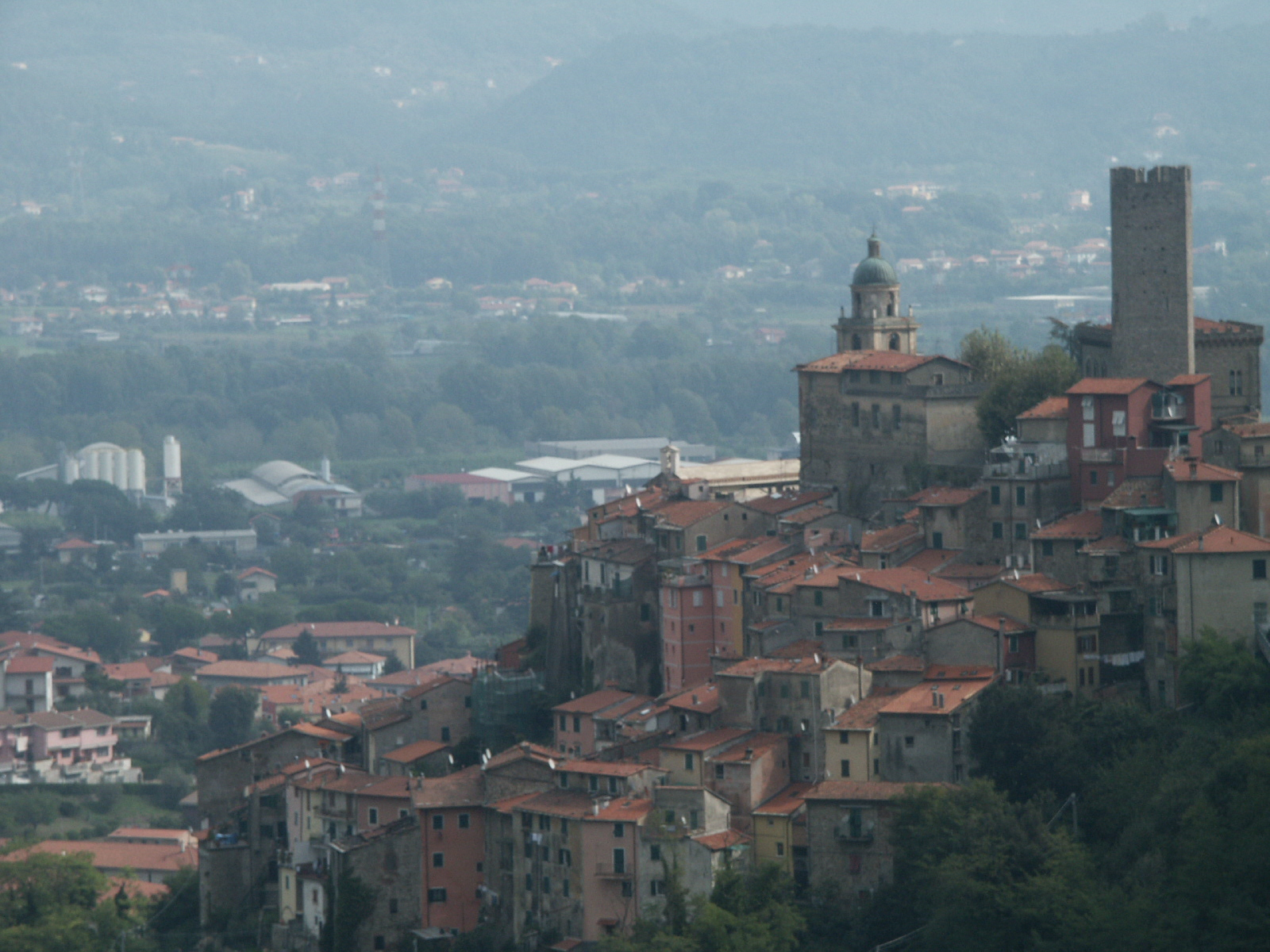

Щорічний фестиваль відбувається 6 грудня. Покровитель — святий Миколай.

## Демографія
Населення за роками:

Станом на 1 січня 2023 року в муніципалітеті офіційно проживали 893 іноземці з 59 країн, серед них 342 громадяни країн Євросоюзу та 24 громадяни України.

## Сусідні муніципалітети
- Ла-Спеція
- Леричі
- Сарцана
- Веццано-Лігуре